# Giordana Velodrome

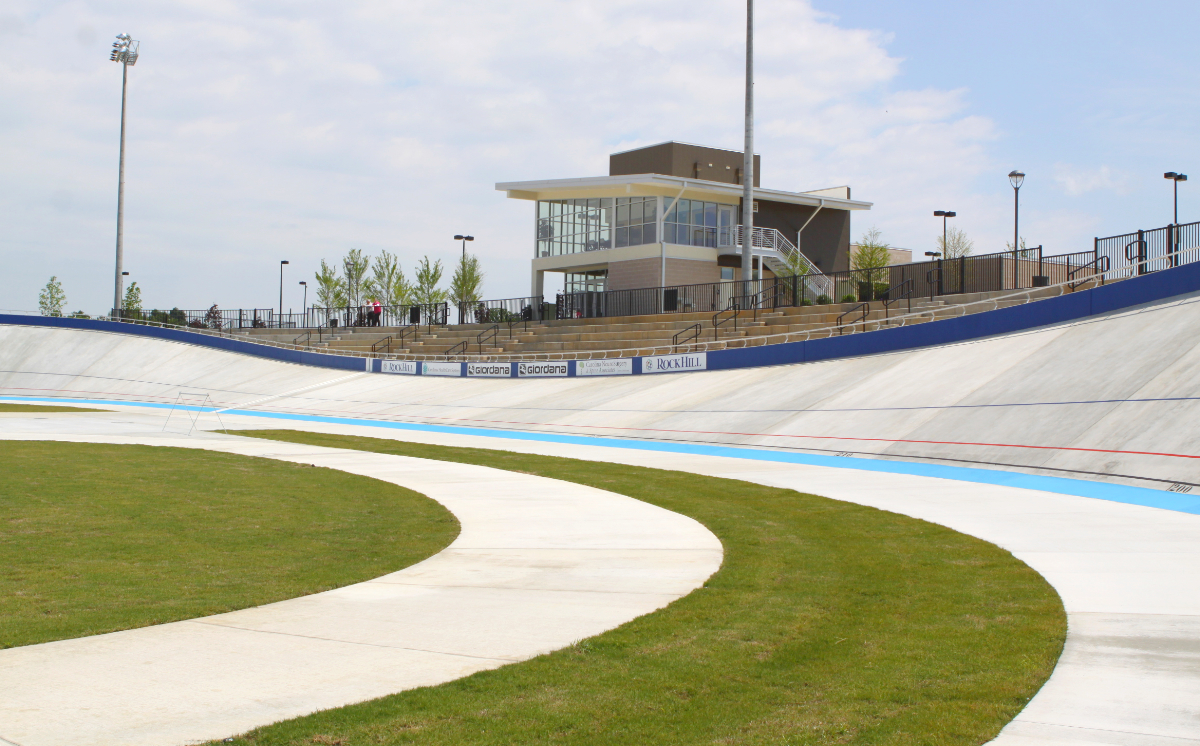
Das Giordana Velodrome

Das Giordana Velodrome  ist eine Radrennbahn im US-amerikanischen Rock Hill, South Carolina. Sie wurde im März 2012 eröffnet.
Die Bahn ist 250 Meter lang und aus Beton. Sie ist Teil des „Rock Hill Outdoor Centers“ und liegt inmitten einer im Bau befindlichen Neubausiedlung. 2012, 2013 und 2014 wurden hier US-amerikanische Bahnmeisterschaften ausgetragen.
Geplant wurde sie vom Münsteraner Radrennbahn-Architekten Ralph Schürmann. Die Bahn ist Teil des Rock Hill Outdoor Center.